# Cine Capri
El Cine Capri és una sala de cinema del Prat de Llobregat inaugurada el 23 de desembre de 1967. És l'única sala en actiu d'aquesta ciutat.

## Història
Joaquim Marimón inaugura el Cinema Monmari en 1946, quan el seu fill Fermín Marimón té 14 anys i quan existeixen dos cinemes més al Prat, l'Artesà, inaugurat en 1919, i el Cinema Sala Moderna (actualment Teatre Modern), de 1929. Fermín i el seu amic Jordi Bringué, amb qui havia filmat l'històric Prat documental en 1950, s'encarreguen del cinema El cinco de Oros de les Cases Barates de Can Tunis (Barcelona) durant el període 1954-1966. El 1958, els Marimón compren els solars de l'Avinguda Verge de Montserrat als germans Balcells Rocamora i s'inicien unes obres que es prolongaran nou anys. Els plànols del Capri són de Pau Monguió i els constructors són Jaume Monès i Artur Monès. El dissabte 23 de desembre de 1967 a les 18.30 s'inaugura el Cine Capri amb My Fair Lady (1964) film musical que dirigeix George Cukor amb guió d'Alan Jay Lerner basat en la novel·la Pigmalió de George Bernard Shaw muntatge de William Ziegler, i interpretat per Audrey Hepburn i Rex Harrison. La plantilla del local està formada pels acomodadors Sílvia Amat i Gonzalo Gómez, Antonio Piernas, Roberto Valderrey i Rafael Godino. A la taquilla, Florencio Yagüe, tot i que més tard la taquillera titular és Mari Carme Padrosa. La neteja la porten Cinta Ventura i Carmen García. L'equip de la cabina de projecció són dos projectors OSSA VI. A la platea hi ha 800 butaques tapiçades i a l'amfiteatre 400 de fusta. La pantalla gegante té unes mesures de 6 per 12,25 metres. La recaptació de la sessió inaugural és dedicada a finalitats benèfiques.
Els cinemes Monmari, Artesà i Modern tanquen en la dècada del 1980, coincidint amb l'apogeu dels videoclubs. El Capri fa modificacions en l'ample dels passadissos i remodela les butaques, que passen a ser un total de 800. En el 1992 el Capri celebra els 25 anys de vida amb la projecció de Cinema Paradiso (1988) amb guió i direcció de Giuseppe Tornatore. En el 2007 el cine compleix 40 anys i ho festeja amb la projecció de films produïts per la mateixa família Marimón Padrosa, que regenta el cinema des de la seva inauguració, en un programa format pels curtmetratges Ballet Burlón (1960), de Fermín Marimón, In crescendo (2001), de Jesús Ramos Huete i Joan Marimón Padrosa, i els llargmetratges L'exhibidor (1980), dirigit per Fermín Marimón, Peraustrinia 2004 (1990), dirigit per Àngel García i Pactar amb el gat (2007), dirigit per Joan Marimón.
El 9 de febrer del 2013 s'inaugura el projector digital, que substitueix a un dels projectors analògics en 35 mm (que passa a ubicar-se com a peça de museu al bar de l'amfiteatre). La primera projecció és la de Lincoln (2012) de Steven Spielberg. Pocs dies després es canvia la pantalla.

## Els rodatges
El cine Capri és també plató de curts, llargmetratges i sèries de televisió. Per exemple, el d'Anita no perd el tren (2001) de Ventura Pons amb Rosa Maria Sardà en el paper de la taquillera protagonista, film en el que el cine acaba tirat a terra per unes excavadores. I la sèrie de TV3 El cor de la ciutat (temporada 2000-2001), en la qual el cinema Chicago, després d'una època de crisi i d'amenaça de tancament, cau sota el foc. En poc temps de diferència, el Capri de ficció desapareix dues vegades. Però abans i després d'aquests anys d'inicis del segle XXI hi ha hagut diversos rodatges més. Per exemple, el del llargmetratge L'exhibidor (1978), de Fermín Marimón, rodat fonamentalment al cinema Monmari pero amb algunes imatges de l'exterior del Capri. El migmetratge Cabina Capri experimental 2352 (1981), en Super 8 mm, de Joan Marimón, es roda exclusivament a la cabina de projecció del Capri. El curtmetratge Bruxelles (1992), dirigit per Marta Pahissa, conduiex a joves alumnes del Centre Calassanç a filmar en l'interior i l'exterior del Capri. En el febrer del 2003, TV3 grava a la sala del cinema uns quants capítols de la sèrie Ell i ella. El mateix any el Capri apareix al spot del Festival de Cinema de Terror de Sitges. En el 2007, la taquilla i el vestíbul del cinema formen part de Pactar amb el gat. El 2 de juliol del 2009, TV3 emet A les fosques d'Anna Aragón, Josep Bassas, Lorena Cervera i Alba Conesa, en el que el cinema Capri i la família Marimón són un dels motius del documental, amb entrevistes a Fermín Marimón, la seva filla Mercè Marimón, actual empressària del local, i el seu net Quim Lucha.

## La cultura
En els primers anys després de la inauguració, en el cinema Capri es duen a terme nombroses sessions de cinema amateur, com la dedicada a Manel Villanova, destacat cineísta i pintor de professió que s'havia accidentat durant la construcció del local. El 27 de març de 1968 se li dedica una sessió d'homenatge que inclou els films La guerra gran, Primer idilio, Sonata, Una magnífica levita, La receta, La carraca i La conciencia.
El 17 de diciembre de 1969 el Capri és amfitrió de la sessió antològica de cinema amateur local. Es projecten films com ara "Prat 1950-1956" de Josep Rosell, "Euterpe" i "Uno entre tantos" de l'Agrupació Cervantes, "Cocktail" d'Àngel Garcia, "Primer idilio" i La carraca de Manel Villanova”, Rafafà i el guante negro i La colilla de Jordi Bringué, Okay, Mercurio, Ballet burlón i La prioridad de Fermín Marimón. En el 1971, Josep Monés Sinyol contacta amb els cineístes amateurs del Prat, es refunda la Secció de Cinema Amateur de la Cervantes i s'organitzen durant anys sessions de cinema-club amb fòrums al Cine Capri.
En el juny del 2002 els Amics de la Unesco del Prat comencen les seves sessions culturals amb la pel·lícula Last resort (2000) de Pawel Pawlikowski. En març del 2004 s'inicien les sessions de Cine Club programades per l'Ajuntament del Prat, que continuen produint-se en el present.
El dijous 18 de desembre del 2003 es presenta, amb la col·laboració de diversos actors pratencs, el Diccionario del guión audiovisual de Jesús Ramos i Joan Marimón. El divendres 7 de gener del 2005 es presenta l'assaig Eta i Catalunya de Daniel Gómez Amat, que havia treballat al Capri d'acomodador. El llibre és comentat per Marga Gómez, Vicenç Tierra i Joan Montblanc. Durant la presentació, la cantautora pratenca Merche Pérez canta un tema seu, "Parlem-ne", amb la cantant també pratenca Rose Avalon.
El Capri té l'escultura "Gallo 94110" de "Charito Calambre" (Olga i Esther Merchant), que roman al vestíbul durant uns quants mesos de l'any 2010.
Bernat Ruiz a la seva segona novel·la El violí de Samuel (2013) afirma que el Cine Capri existirà en el segle XXIV i el portarà encara la família Marimón, serà un multicinema a la planta noble i tindrà al subsòl diverses cabines de cinema sensorial.